# Transvaaliana draconis
Transvaaliana draconis är en insektsart som beskrevs av Brown, H.D. 1962. Transvaaliana draconis ingår i släktet Transvaaliana och familjen Pamphagidae. Inga underarter finns listade i Catalogue of Life.